# FSRU Independence
La FSRU Independence è una nave metaniera battente bandiera di Singapore costruita nel 2014 dall'azienda Hyundai Heavy Industries per essere utilizzata come unità galleggiante di produzione, stoccaggio e scarico, con la funzione di rigassificatore di GNL a Klaipėda, in Lituania.

## Storia

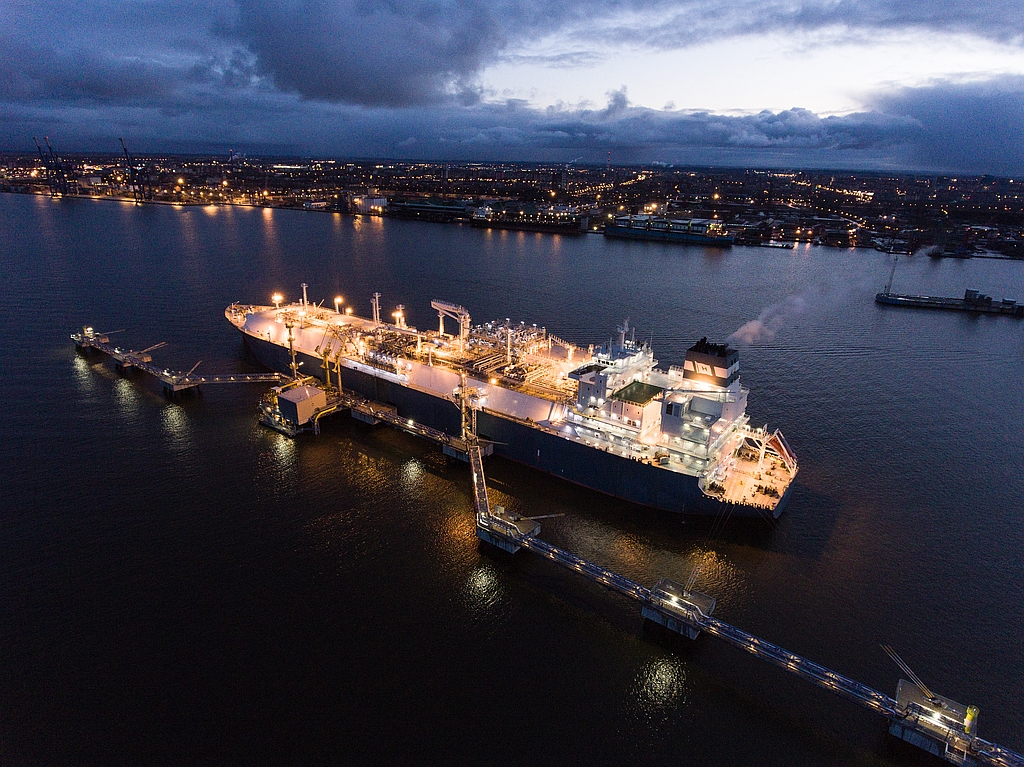
LIndependence nel porto di Klaipėda

Nel 2007, il Seimas (parlamento lituano) decise di costruire un rigassificatore di gas naturale liquefatto.
Costruita da Hyundai Heavy Industries, la metaniera venne progettata per l'uso come unità galleggiante di stoccaggio e rigassificazione (FSRU). La nave ha una capacità di stoccaggio di circa 170.000 m³. Viene utilizzata come rigassificatore galleggiante di GNL e impianto di stoccaggio nel porto di Klaipėda e ha lo scopo di rendere la Lituania meno dipendente dalle forniture di gas dalla Russia. Il progetto fu cofinanziato dalla Banca europea per gli investimenti.
La nave fu ordinata nel 2011 e la costruzione avvenne tra il 2013 e il 2014. L'assemblaggio iniziò il 21 gennaio e venne varata il 3 maggio 2013; venne, infine, completata il 12 maggio 2014. La nave raggiunse il porto di destinazione il 27 ottobre 2014.

## Caratteristiche
La nave è dotata di un motore Diesel-elettrico. Per la produzione di energia, sono disponibili quattro generatori alimentati da motori Diesel Wärtsilä. L'energia da utilizzare in caso di emergenza è fornita da un generatore alimentato da un motore Diesel Cummins.
La nave ha quattro serbatoi di carico. Il serbatoio n. 1 contiene 26.510 m³ di gas, mentre i serbatoi da 2 a 4 contengono ciascuno 46.873 m³ (al 98% di utilizzo). È possibile caricare un massimo di 9000 m³/h e scaricare un massimo di 5000 m³/h.
La Kairos, nuova nave bunker di GNL più grande del mondo, è fornita dall'Independence.